# Понграц
Понграц (словен. Pongrac) је насељено место у општини Жалец, Савињска регија, Словенија.

## Историја
До територијалне реорганизације у Словенији био је у саставу старе општине Жалец.

## Становништво
У попису становништва из 2011. године, Понграц је имао 895 становника.
| Број становника према пописима | Број становника према пописима | Број становника према пописима |
| ------------------------------ | ------------------------------ | ------------------------------ |
| 1991                           | 2002                           | 2011                           |
| 765                            | 798                            | 895                            |

Напомена: До 1955. исказивано под именом Свети Понграц.